# Domingo Manrique
José Manrique de Lara Peñate (Las Palmas de Gran Canaria, 24 februari 1962) is een Spaans zeiler.
Manrique nam viermaal deel aan de Olympische Spelen en behaalde zijn grootste resultaat tijdens de Olympische Zomerspelen 1992 in eigen door het winnen van de gouden medaille in de Flying Dutchman samen met Luis Doreste.

## Resultaten

### Wereldkampioenschappen
| Jaar | Plaats   | Resultaten             |
| ---- | -------- | ---------------------- |
| 1991 | Tauranga | Flying Dutchman klasse |
| 1993 | Phalaron | Soling klasse          |
| 1995 | Kingston | Soling klasse          |

### Olympische Zomerspelen
| Jaar | Plaats    | Resultaten             |
| ---- | --------- | ---------------------- |
| 1988 | Seoel     | 17e Soling klasse      |
| 1992 | Barcelona | Flying Dutchman klasse |
| 1996 | Atlanta   | 8e Soling klasse       |
| 2000 | Sydney    | 15e Soling klasse      |

1960: Bjørn Bergvall / Peder Lunde ·
1964: Helmer Pedersen / Earle Wells ·
1968: Iain MacDonald-Smith / Rodney Pattisson ·
1972: Christopher Davies / Rodney Pattisson ·
1976: Eckart Diesch / Jörg Diesch ·
1980: Alejandro Abascal / Miguel Noguer ·
1984: William Carl Buchan / Jonathan McKee ·
1988: Christian Grønborg / Jørgen Bojsen-Møller ·
1992: Luis Doreste / Domingo Manrique